# ロドニー・ペドラザ
ロドニー・バーナード・ペドラザ（Rodney Bernard Pedraza, 1969年12月28日 - ）は、アメリカ合衆国テキサス州出身の元プロ野球選手（投手）。

## 経歴
1991年のMLBドラフト2巡目で、テキサス大学からモントリオール・エクスポズに指名され、契約。1994年にはコロラド・ロッキーズへ移籍。それぞれのマイナーチームでプレーした。
1997年は、独立リーグであるノーザンリーグのウィニペグ・ゴールドアイズでプレー。1998年、テキサス・レンジャーズと契約を結んだ。1999年4月7日、レンジャーズ傘下2Aタルサより福岡ダイエーホークスに入団。メジャー経験はない。
先発要員としての獲得だったが、尾花高夫投手コーチと実際に投球を受けた城島健司がリリーバーとしての適性を見極め、山田勉に代わって5月中旬からクローザーとして起用されたが、この起用が当たり、勝利の方程式の不動の守護神として、チームのリーグ優勝・日本一に大きく貢献した。リーグ優勝と日本一の胴上げ投手になっている。
翌2000年には3勝35セーブを挙げ、最優秀救援投手のタイトルを獲得し、再びリーグ優勝の胴上げ投手となる。2001年は他球団のマークが厳しくなった中、4勝34セーブを挙げ、2度目の最優秀救援投手のタイトルを獲得した。
2002年は年々の勤続疲労、制球の乱れ、球威低下などによる成績が急降下。夏以降抑えを外されると、自身が入団前に抑え投手だった岡本克道が安定した投球を見せたこともあり、球団は翌年の契約更新を行わない方針を発表し退団。
11月18日に読売ジャイアンツが獲得を発表した。当時ダイエーの王貞治監督は、「ペドラザはウェイトトレーニングのしすぎだよ。投手はあんな体になっちゃいけないんだ」と評している。
2003年、巨人ではコリー・ベイリーとともに中継ぎの中核として、またクローザーだった河原純一が故障した場合の代役としての活躍が期待されていたが全員とも打ち込まれるなど全く期待に応えられず、一軍7試合に登板しただけでシーズン序盤の2003年6月16日に解雇され、帰国。同年限りで現役を引退した。
引退後は、テキサス州にてヤフオク!ドーム20個分の敷地を持つ牧場を経営している。
2018年7月16日にヤフオクドームで行われたソフトバンク対西武戦で始球式を行った。2002年以来の同ドームのマウンドでの投球となった。

## 詳細情報

### 年度別投手成績
| 年 度     | 球 団     | 登 板 | 先 発 | 完 投 | 完 封 | 無 四 球 | 勝 利 | 敗 戦 | セ 丨 ブ | ホ 丨 ル ド | 勝 率 | 打 者 | 投 球 回 | 被 安 打 | 被 本 塁 打 | 与 四 球 | 敬 遠 | 与 死 球 | 奪 三 振 | 暴 投 | ボ 丨 ク | 失 点 | 自 責 点 | 防 御 率 | W H I P |
| --------- | --------- | ----- | ----- | ----- | ----- | -------- | ----- | ----- | -------- | ----------- | ----- | ----- | -------- | -------- | ----------- | -------- | ----- | -------- | -------- | ----- | -------- | ----- | -------- | -------- | ------- |
| 1999      | ダイエー  | 48    | 0     | 0     | 0     | 0        | 3     | 1     | 27       | --          | .750  | 231   | 59.0     | 44       | 0           | 10       | 2     | 4        | 38       | 0     | 2        | 15    | 13       | 1.98     | 0.92    |
| 2000      | ダイエー  | 51    | 0     | 0     | 0     | 0        | 3     | 4     | 35       | --          | .429  | 189   | 50.1     | 35       | 3           | 4        | 1     | 1        | 40       | 0     | 0        | 13    | 12       | 2.15     | 0.77    |
| 2001      | ダイエー  | 54    | 0     | 0     | 0     | 0        | 4     | 4     | 34       | --          | .500  | 238   | 56.2     | 63       | 10          | 10       | 2     | 2        | 32       | 0     | 2        | 24    | 23       | 3.65     | 1.29    |
| 2002      | ダイエー  | 34    | 0     | 0     | 0     | 0        | 1     | 2     | 21       | --          | .333  | 128   | 30.0     | 36       | 4           | 5        | 1     | 0        | 16       | 0     | 0        | 11    | 11       | 3.30     | 1.37    |
| 2003      | 巨人      | 7     | 0     | 0     | 0     | 0        | 1     | 1     | 0        | --          | .500  | 36    | 6.0      | 16       | 1           | 1        | 1     | 1        | 0        | 1     | 1        | 10    | 8        | 12.00    | 2.83    |
| 通算：5年 | 通算：5年 | 194   | 0     | 0     | 0     | 0        | 12    | 12    | 117      | --          | .500  | 822   | 202.0    | 194      | 18          | 30       | 7     | 8        | 126      | 1     | 5        | 73    | 67       | 2.99     | 1.11    |

- 各年度の太字はリーグ最高

### タイトル
- 最優秀救援投手：2回 （2000年、2001年）

### 表彰
- 月間MVP：1回 （1999年6月）
- IBMプレイヤー・オブ・ザ・イヤー賞：1回 （2000年）

### 記録
NPB投手初記録
- 初登板：1999年5月1日、対西武ライオンズ4回戦（福岡ドーム）、8回表に4番手として救援登板・完了、2回1失点
- 初奪三振：同上、8回表に鈴木健から
- 初セーブ：1999年5月8日、対西武ライオンズ7回戦（西武ドーム）、8回裏に3番手として救援登板・完了、2回無失点
- 初勝利：1999年7月17日、対西武ライオンズ17回戦（福岡ドーム）、10回表に5番手として救援登板・完了、1回無失点

節目の記録
- 通算100セーブ：2002年4月29日、対千葉ロッテマリーンズ4回戦（千葉マリンスタジアム）、9回裏に3番手で救援登板・完了、1回無失点　※史上11人目

その他の記録
- オールスターゲーム出場：4回 （1999年 - 2002年）

### 背番号
- 50 （1999年 - 2002年）
- 42 （2003年）